# Lentiai
Lentiai är en ort och frazione i provinsen Belluno i regionen Veneto i Italien
Lentiai upphörde som kommun den 30 januari 2019 och bildade med de tidigare kommunerna Mel och Trichiana den nya kommunen Borgo Valbelluna.. Den tidigare kommunen hade 2 937 invånare (2018).